# Хочу одружитися
«Хочу одружитися» (азерб. «Evlənmək İstəyirəm») — радянський художній фільм 1983 року, знятий за мотивами творів класика азербайджанської літератури Абдуррагіма Ахвердієва.

## Сюжет
Дії фільму відбуваються в одному з провінційних містечок. Кравець Шаміль кохає дочку багатого купця Кямаба, і вона відчуває до нього ті ж почуття. Однак батько нічого й чути не хоче про простолюдина. Тоді друзі героя взялися за організацію втечі нареченої з дому її батька.

## У ролях
- Шаміль Сулейманов — Шаміль
- Кяміль Магеррамов — Гусейн
- Аліага Агаєв — Кербалай Зал
- Самандар Рзаєв — Гасанага
- Афрасіяб Мамедов — мула Абдулазім
- Сіявуш Аслан — Гаджі Камяб
- Россана Топчиєва — Гюльсюм
- Валіахд Велієв — Ахмед-бек
- Фархад Ісрафілов — Махмуд-бек
- Гасан Мамедов — Мірза Сафар
- Алім Салімов — Фейзулла
- Ровшан Гасанов — Нурі
- Багадур Алієв — бей
- Маяк Керімов — епізод

## Знімальна група
- Режисер — Джахангір Мехдієв
- Сценаристи — Сабір Ахмедов, Ісі Мелік-заде
- Оператор — Олександр Ковальчук
- Композитор — Джангір Джангіров
- Художник — Надір Зейналов